# 巴川 (矢作川水系)

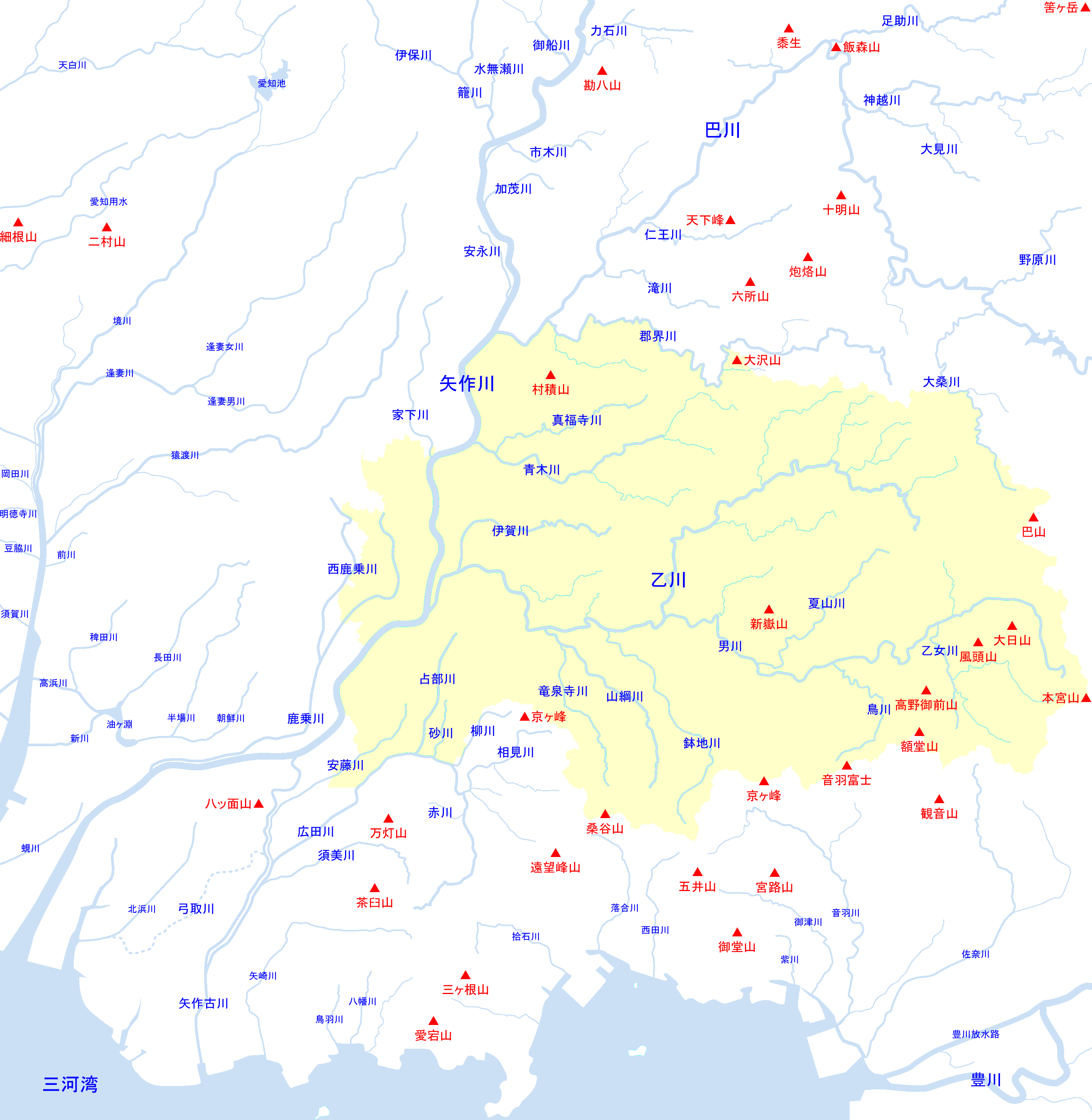
岡崎市周辺の地理

巴川（ともえがわ）は、愛知県の三河地方を流れる一級水系矢作川の支川。法河川延長56.4キロメートル、流域面積354平方キロメートル。

## 地理
愛知県新城市と岡崎市の境にある巴山（719メートル）に源を発し、新城市作手清岳で豊川水系巴川 と分水している。かつては複雑な流れで豊川系と接続していたと言う。周辺の支流を束ねて三河湖の羽布ダム（1963年竣工）を経由、豊田市足助町で足助川を合わせ、さらに支流を集めて岡崎市細川町と豊田市渡合町の境界で矢作川に合流する。支流は3次支川を含めて11本（後述）。矢作川への合流直前には1968年（昭和43年）に建設された細川頭首工があり、農業用水や水道用水の取水を行なっている。
途中には紅葉の名所として知られる香嵐渓がある。

## 主な支流
- 郡界川（23.7km）
- 滝川（5.2km）
- 仁王川（6.5km）
- 足助川（11.3km）
- 大見川（5.6km）
  - 神越川（8.5km、大見川の支川）
- 野原川（5.6km）
- 大桑川（4.9km）
- 菅沼川（2.8km）
- 黒瀬川（3.4km）
- 中川（4.0km）

## 流域の自治体
愛知県
新城市、岡崎市、豊田市

## ギャラリー

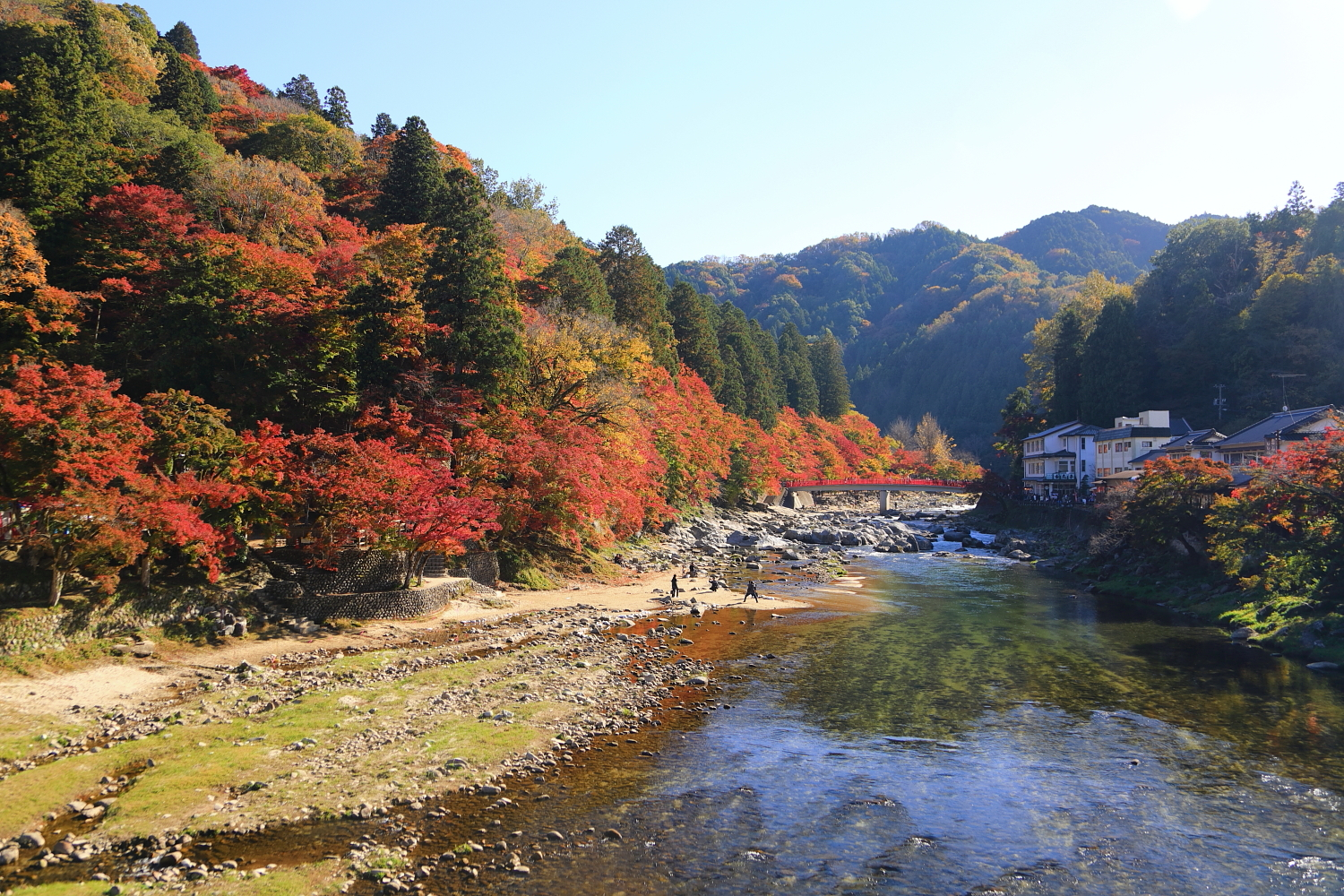
香嵐渓の巴川
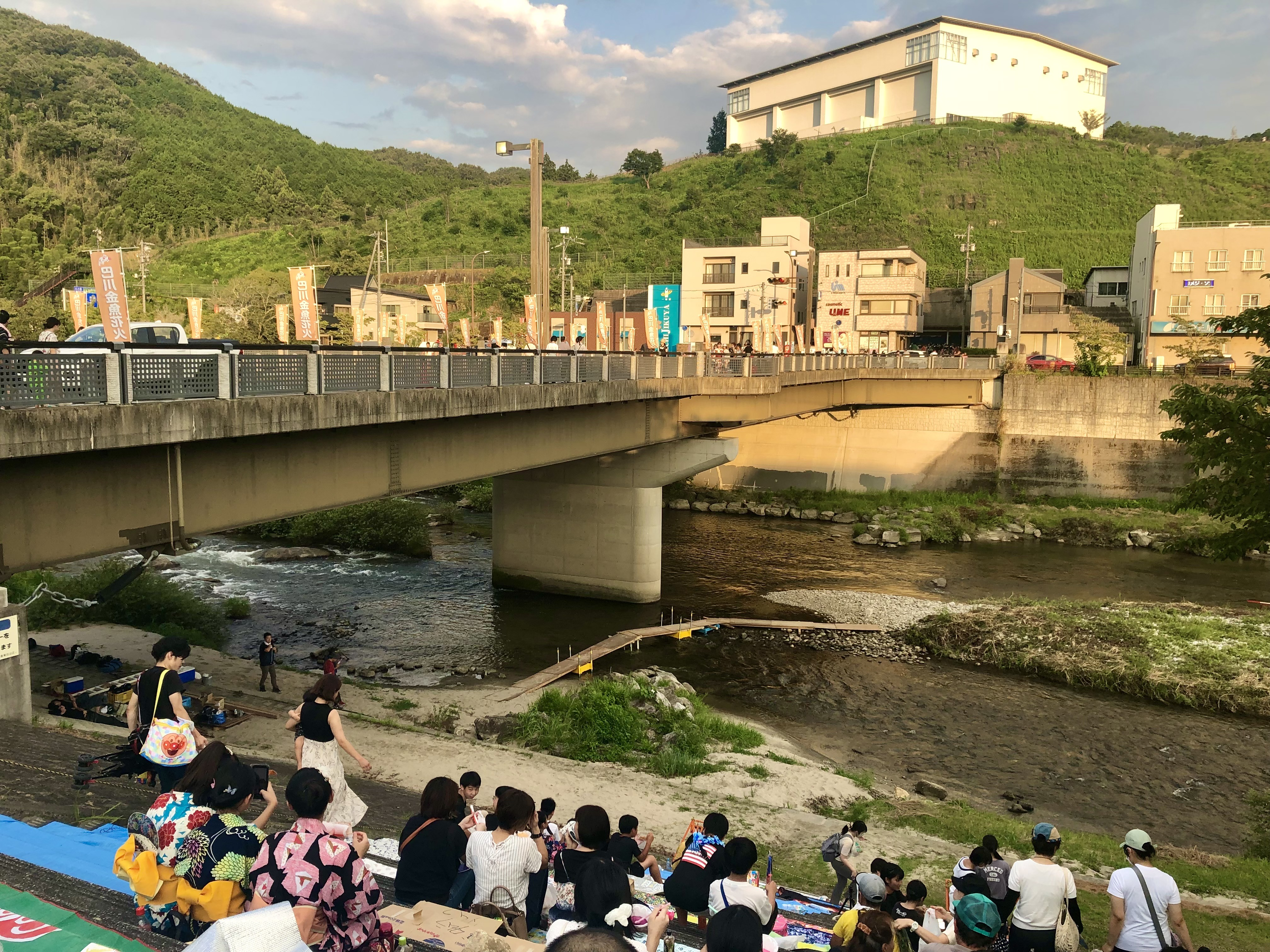
港橋（豊田市岩倉町、九久平町）
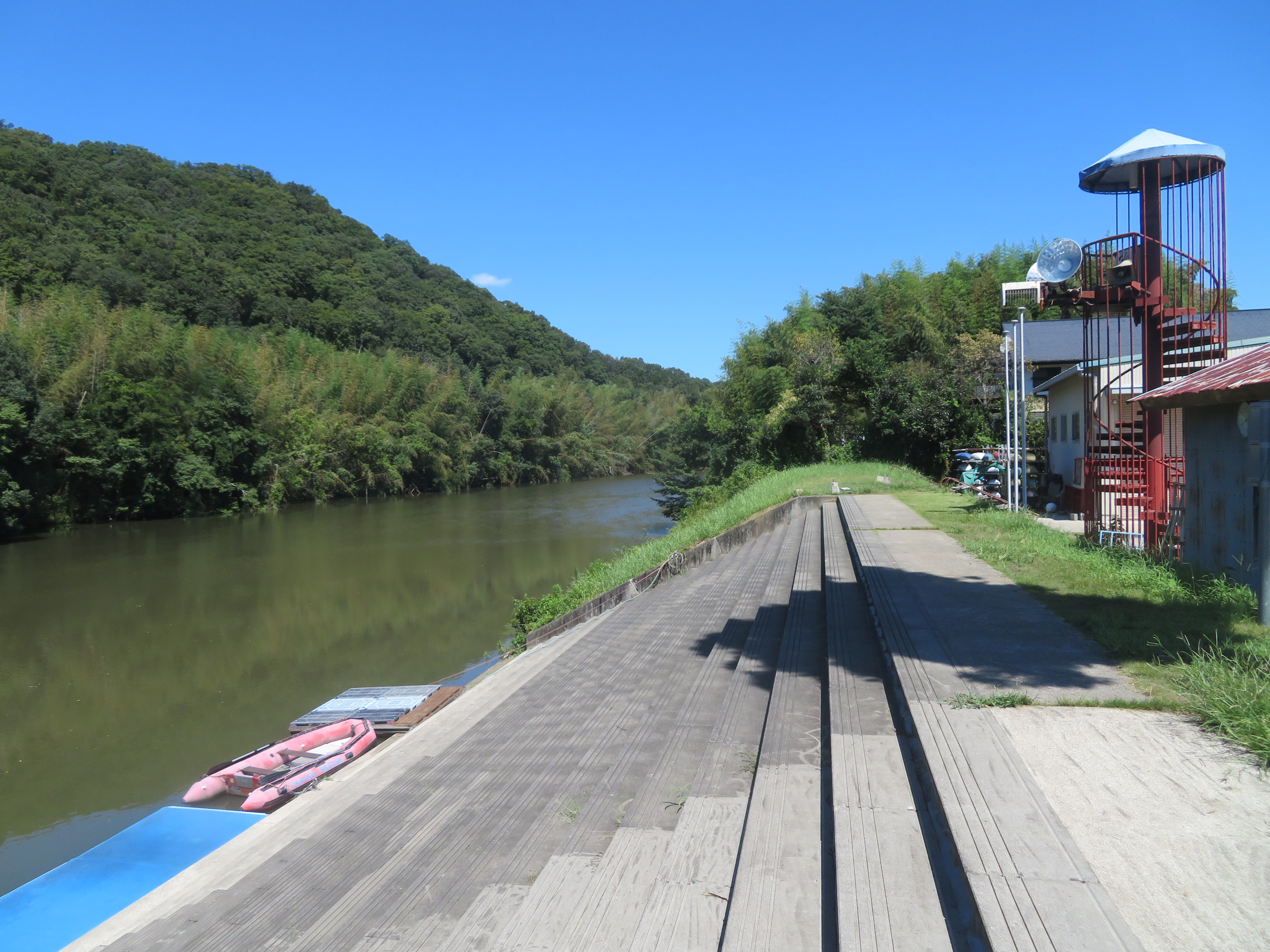
岡崎市桑原町にあるカヌー練習場